# Ballon d'or 1964
Navigation
Édition précédente Édition suivante
Le Ballon d'or 1964 récompensant le meilleur footballeur européen évoluant en Europe a été attribué le 22 décembre 1964 à l'écossais Denis Law.
Il s'agit de la 9e édition de ce trophée mis en place par le magazine français France Football qui publia le vote dans le numéro 980. Vingt-et-un journalistes (un par nation) ont pris part au vote (Allemagne de l'Ouest, Angleterre, Autriche, Belgique, Bulgarie, Danemark, Espagne, France, Grèce, Hongrie, Italie, Luxembourg, Pays-Bas, Pologne, Portugal, Suède, Suisse, Tchécoslovaquie, Turquie, Union soviétique et Yougoslavie), avec un vote par nation.
Le titre est remporté par l'Écossais Denis Law, succédant au Soviétique Lev Yachine.
Il devient le premier joueur écossais à remporter le trophée.

## Classement complet
| Rang | Nom                     | Club                          | Nationalité          | Points |
| 1    | Denis Law               | Manchester United             | Écosse               | 61     |
| 2    | Luis Suárez             | Inter Milan                   | Espagne              | 43     |
| 3    | Amancio                 | Real Madrid                   | Espagne              | 38     |
| 4    | Eusébio                 | Benfica                       | Portugal             | 31     |
| 5    | Paul Van Himst          | Anderlecht                    | Belgique             | 28     |
| 6    | Jimmy Greaves           | Tottenham                     | Angleterre           | 19     |
| 7    | Mario Corso             | Inter Milan                   | Italie               | 17     |
| 8    | Lev Yachine             | Dynamo Moscou                 | URSS                 | 15     |
| 9    | Gianni Rivera           | AC Milan                      | Italie               | 14     |
| 10   | Valeri Voronine         | Torpedo Moscou                | URSS                 | 11     |
| 11   | Karl-Heinz Schnellinger | Mantoue FC / AS Roma          | Allemagne de l'Ouest | 6      |
| 11   | Ferenc Bene             | Újpest FC                     | Hongrie              | 6      |
| 13   | Jean Nicolay            | Standard de Liège             | Belgique             | 5      |
| 14   | Helmut Haller           | Bologne FC                    | Allemagne de l'Ouest | 4      |
| 15   | José Torres             | Benfica                       | Portugal             | 3      |
| 16   | Coen Moulijn            | Feyenoord                     | Pays-Bas             | 2      |
| 16   | Flórián Albert          | Ferencváros                   | Hongrie              | 2      |
| 16   | José Altafini           | AC Milan                      | Italie               | 2      |
| 19   | Giacinto Facchetti      | Inter Milan                   | Italie               | 1      |
| 19   | Sandro Mazzola          | Inter Milan                   | Italie               | 1      |
| 19   | Bobby Moore             | West Ham United               | Angleterre           | 1      |
| 19   | Klaus Urbanczyk         | SC Chemie Halle               | Allemagne de l'Est   | 1      |
| 19   | Ole Madsen              | Hellerup IK                   | Danemark             | 1      |
| 19   | Omar Sívori             | Juventus                      | Italie               | 1      |
| 19   | Néstor Combín           | Olympique lyonnais / Juventus | France               | 1      |
| 19   | Jef Jurion              | Anderlecht                    | Belgique             | 1      |